# جور کردن
جور کردن (به انگلیسی: Sorting) فرایند جور ساختن پاره‌ها یا قلم‌ها یا فقره‌ها در یک زنجیره یا در مجموعه‌های مختلف می‌بلاشد، و بر همین اساس، جور کردن دارای دو معنای کلی و قابل تشخیص می‌باشد:
1. - جور کردن در یک دسته همانند (ordering)
2. - دسته‌بندی و برچسب زنی (categorizing)